# Jadwiga Hanisz
Jadwiga Hanisz – polska pedagog, dr hab., profesor nadzwyczajny Wyższej Szkoły Pedagogicznej w Łodzi i Wyższej Szkoły Administracji w Bielsku-Białej Wydziału Pedagogiki.

## Życiorys
Uzyskała stopień doktora habilitowanego, a potem objęła funkcję profesora nadzwyczajnego w Wyższej Szkole Pedagogicznej w Łodzi i Wyższej Szkole Administracji w Bielsku-Białej na Wydziale Pedagogiki.
Była profesorem Instytutu Edukacji Przedszkolnej i Szkolnej na Wydziale Pedagogicznym Akademii im. Jana Długosza w Częstochowie i Instytutu Studiów Edukacyjnych na Wydziale Historycznym i Pedagogicznym Uniwersytetu Opolskiego, a także piastowała stanowisko dyrektora w tymże Instytucie.

## Publikacje
- 2000: Seria podręcznikow do nauczania matematyki w klasach 1-3 szkoły podstawowej[1]
- 2005: O uczeniu się matematyki[1]
- 2009: Program edukacji wczesnoszkolnej w klasach 1-3 szkoły podstawowej[1]